# Мадагаскарские пастушки
Мадагаска́рские пастушки́, или мези́товые, или меситовые (лат. Mesitornithidae), — небольшое семейство птиц, единственное в отряде мезитообра́зных (Mesitornithiformes). Все виды — эндемики острова Мадагаскар.
В настоящее время мадагаскарских пастушков, опираясь на молекулярные данные, выделяют в самостоятельный отряд. Ранее их либо причисляли к семейству пастушковых (Rallidae), либо относили к курообразным (Galliformes). У мезитовых имеется частичное анатомическое сходство с пастушковыми (проявляющееся, например, в строении грудной кости). Однако между данными семействами имеются и отличия — например, наличие пяти пар пучков порошкового пуха, не свойственных пастушковым, и отсутствие проницаемых носовых отверстий. Как и другие животные Мадагаскара, мадагаскарские пастушки явились результатом древнего эволюционного ответвления от остальных видов и длительное время развивались обособленно.
Все три вида мезитовых включены в Международную Красную книгу как редкие виды. Падение популяции происходит из-за уменьшения площади и ухудшения качества природных мест обитания.

## Описание
Среднего размера птицы, из длина составляет составляет 30—32 см. Телосложение несколько необычное для птиц — цилиндрической формы, с пышным подхвостовым оперением и длинным, широким хвостом. Крылья короткие, закруглённые; ноги хорошо развиты. Клюв изогнутый. Половой диморфизм (видимые различия между самкой и самкой) выражен только у вида мония (Monias benschi).

## Распространение
Все три вида мадагаскарских пастушков являются эндемиками острова Мадагаскар в Индийском океане. Наибольшую популяцию имеет вид одноцветный мадагаскарский пастушок (Mesitornis unicolor), селясь в низменной влажной лесистой местности на востоке острова. Вид белогрудый мадагаскарский пастушок (Mesitornis variegate) встречается в островках сухого листопадного леса на западе и севере острова, а мония (Monias benschi) в зарослях колючего кустарника на небольшой полосе между юго-восточным побережьем и холмами в 80 км от берега.

## Образ жизни
Мадагаскарские пастушки ведут наземный, дневной образ жизни. Их повадки, в частности, покачивающаяся походка, напоминают голубиные. При приближении опасности они стараются быстро убежать или делают небольшие перелёты. Летают крайне редко и неохотно, по-видимому, способность летать у них практически редуцировалась. Живут группами от 3 (у белогрудого и одноцветного мадагаскарских пастушков) до 10 (у монии). Голосовой репертуар разнообразный, у мадагаскарских пастушков часты двуголосия самца и самки.
Питаются птицы насекомыми, семенами и небольшими плодами растений. Их часто можно увидеть копающимися в опавшей листве в поисках пищи.

## Размножение
Полагают, что мония является полигамной птицей — у них может наблюдаться полигиния или полиандрия.  Мадагаскарские пастушки моногамны. Гнездо у всех трёх видов строится на низкорослых кустарниках или в развилке дерева на высоте 0,6—3 м над землёй. Кладка состоит из 1—3 яиц; период размножения длится с октября по апрель. Птенцы выводкового типа, при рождении покрыты красновато-бурым пухом. Первое время стараются держаться вместе с родителями.

## Род и виды
Международный союз орнитологов относит к семейству два рода и три вида:
- Род Монии (Monias)
  - Мония (Monias benschi)
- Род Мадагаскарские пастушки (Mesitornis)
  - Одноцветный мадагаскарский пастушок (Mesitornis unicolor)
  - Белогрудый мадагаскарский пастушок (Mesitornis variegatus)